# Đội trẻ Manchester United F.C. giai đoạn 1902–2007
Đội dự bị Manchester United (tên tiếng Anh là Manchester United FC Reserves) thành lập năm 1878 với tên gọi ban đầu Đội dự bị Newton Heath (tên tiếng Anh là Newton Heath Reserves). Ban đầu chủ yếu thi đấu giao hữu trên sân nhà 	Salford City Stadium hoặc sân Barton-upon-Irwell với sức chứa 12 000 chỗ ngồi.. Năm 1902, Đội dự bị Newton Heath đổi tên thành Đội dự bị Manchester United thi đấu chủ yếu trên sân nhà Old Trafford hoặc sân tập Trafford Training Centre tại vùng đất Carrington của thành phố Manchester thuộc Phía Bắc nước Anh.

Học viện Manchester United(tên tiếng Anh là Manchester United Academy) thành lập năm 1999 sau cuộc cải cách bóng đá trẻ ở Anh từ giải The Central League thành giải Premier Reserve League. Thực ra, trong những năm 1930, Câu lạc bộ bóng đá Manchester United đã thành lập đội học viện với tên gọi Manchester United Junior Athletic Club (viết tắt MUJAC) nhằm đào tạo trẻ bổ sung cho đội 1 United. Học viện Manchester United đã đào tạo ra nhiều cầu thủ kiệt xuất trong bóng đá như Ryan Giggs, Bobby Charlton, Bill Foulkes, Paul Scholes và Gary Neville. Trong đó, nổi bật nhất là hai thế hệ vàng năm 1953 với tên gọi Busby Babes và năm 1992 với tên gọi Fergie's Fledglings. Học viện Manchester United theo thống kê là học viện thành công nhất của bóng đá Anh, với chín cầu thủ bóng đá Anh nổi bật đó là Duncan Edwards, Sir Bobby Charlton, George Best, Nobby Stiles, Mark Hughes, Ryan Giggs, Paul Scholes, David Beckham và Johnny Giles. Học viện Manchester United cũng có kỷ lục vô địch FA Youth Cup nhiều lần nhất với 10 lần vô địch trong 14 lần tham dự. Các lứa học viện hiện nay của các câu lạc bộ thi đấu chủ yếu tại sân tập Aon Training Complex với một khu đất rộng 340.000 m2 ở vùng ngoại ô Carrington thuộc thành phố Manchester miền bắc nước Anh.

## Đội dự bị Manchester United

### Giải đấu Lancashire Combination 1981-1909
Giải Lancashire Combination được thành lập trong màu giải 1891-1892 thuộc khu Tây Bắc nước Anh. Đội dự bị Manchester United gia nhập vào giải đấu này vào mùa giải thứ hai 1892-1893.

Bảng xếp hạng chung cuộc các giải đấu giai đoạn 1892-1911
| Mùa bóng  | Đội bóng                    | Số trận | Thắng | Hòa | Thua | Bàn thắng | Bàn thua | Hiệu số | Điểm | Vị trí | Thành tích      |
| --------- | --------------------------- | ------- | ----- | --- | ---- | --------- | -------- | ------- | ---- | ------ | --------------- |
| 1892-1893 | Đội dự bị Newton Heath      | 20      | 10    | 5   | 5    | 47        | 30       | +17     | 25   | 3/11   | Thứ 3           |
| 1893-1894 | Đội dự bị Newton Heath      | 16      | 5     | 2   | 9    | 37        | 36       | +1      | 12   | 6/9    | Thứ 6           |
| 1894-1895 | Đội dự bị Newton Heath      | 24      | 5     | 8   | 11   | 41        | 75       | -34     | 16   | 11/13  | Thứ 11          |
| 1895-1896 | Đội dự bị Newton Heath      | 26      | 14    | 2   | 10   | 61        | 57       | +4      | 30   | 3/14   | Thứ 3           |
| 1896-1897 | Đội dự bị Newton Heath      | 28      | 8     | 8   | 12   | 49        | 53       | -4      | 24   | 11/15  | Thứ 11          |
| 1897-1898 | Đội dự bị Newton Heath      | 30      | 14    | 2   | 14   | 65        | 42       | +23     | 30   | 9/16   | Thứ 9           |
| 1898-1899 | Đội dự bị Newton Heath      | 28      | 14    | 6   | 8    | 62        | 43       | +19     | 34   | 5/15   | Thứ 5           |
| 1899-1900 | Đội dự bị Newton Heath      | 30      | 13    | 4   | 13   | 63        | 56       | +7      | 30   | 7/16   | Thứ 7           |
| 1900-1901 | Đội dự bị Newton Heath      | 34      | 5     | 7   | 22   | 40        | 78       | -38     | 17   | 18/18  | Thứ 18          |
| 1901-1902 | Đội dự bị Newton Heath      | 34      | 11    | 5   | 18   | 54        | 97       | -43     | 27   | 14/18  | Thứ 14          |
| 1902-1903 | Đội dự bị Manchester United | 34      | 18    | 8   | 8    | 83        | 45       | +38     | 44   | 4/18   | Thứ 4           |
| 1903-1904 | Đội dự bị Manchester United | 34      | 19    | 8   | 7    | 72        | 35       | +37     | 46   | 4/18   | Thứ 4 (Hạng 1)  |
| 1904-1905 | Đội dự bị Manchester United | 34      | 19    | 1   | 14   | 74        | 50       | +24     | 39   | 4/18   | Thứ 4 (Hạng 1)  |
| 1905-1906 | Đội dự bị Manchester United | 38      | 17    | 10  | 11   | 86        | 62       | +24     | 44   | 3/20   | Thứ 3 (Hạng 1)  |
| 1906-1907 | Đội dự bị Manchester United | 38      | 18    | 6   | 14   | 80        | 67       | +13     | 42   | 6/20   | Thứ 6 (Hạng 1)  |
| 1907-1908 | Đội dự bị Manchester United | 38      | 14    | 7   | 17   | 58        | 54       | +4      | 35   | 13/20  | Thứ 13 (Hạng 1) |
| 1908-1909 | Đội dự bị Manchester United | 38      | 13    | 11  | 14   | 63        | 70       | -7      | 37   | 11/20  | Thứ 11 (Hạng 1) |
| 1909-1910 | Đội dự bị Manchester United | 38      | 15    | 5   | 18   | 71        | 75       | -4      | 35   | 14/20  | Thứ 14 (Hạng 1) |
| 1910-1911 | Đội dự bị Manchester United | 38      | 15    | 7   | 16   | 75        | 69       | +6      | 37   | 9/20   | Thứ 9 (Hạng 1)  |

### Giải Central League
Từ mùa giải 1911-1912, Đội dự bị Manchester United chuyển sang tham dự Giải Central League nhằm thay thế cho giải Lancashire Combination. Được thành lập vào năm 1911, Giải Central League ban đầu chỉ có một vài đội 1 của các câu lạc bộ và phần lớn đội dự của các câu lạc bộ tham dự giải đấu này. Tuy nhiên, Khi Liên đoàn bóng đá thứ ba khu phía Bắc ra đời vào năm 1921, tất cả đội 1 của các câu lạc bộ Central League đã được tham dự vào đó, và kể từ đó Giải Central League chỉ còn lại các đội dự bị. Và cuối cùng, Giải Central League được mở rộng đến các đội chuyên nghiệp ở Trung du và miền Bắc nước Anh hoặc xứ Wales (Các đội ở miền Nam chơi tại Giải Football Combination). Đội dự bị Manchester United tham dự tại giải đấu này từ năm 1911 đến 1956.</ref>
Bảng xếp hạng chung cuộc các giải đấu giai đoạn 1911-1999
| Mùa bóng  | Đội bóng                    | Số trận | Thắng | Hòa | Thua | Bàn thắng | Bàn thua | Hiệu số | Điểm | Vị trí | Thành tích                                     |
| --------- | --------------------------- | ------- | ----- | --- | ---- | --------- | -------- | ------- | ---- | ------ | ---------------------------------------------- |
| 1911-1912 | Đội dự bị Manchester United | 32      | 13    | 6   | 13   | 56        | 60       | -4      | 32   | 8/17   | Thứ 8                                          |
| 1912-1913 | Đội dự bị Manchester United | 38      | 22    | 11  | 5    | 79        | 30       | +49     | 55   | 1/20   | Vô địch (Central League 1913)                  |
| 1913-1914 | Đội dự bị Manchester United | 38      | 19    | 4   | 15   | 49        | 43       | +6      | 42   | 6/20   | Thứ 6                                          |
| 1914-1915 | Đội dự bị Manchester United | 38      | 14    | 10  | 14   | 59        | 47       | +12     | 38   | 8/20   | Thứ 8                                          |
| 1915-1919 | Đội dự bị Manchester United |         |       |     |      |           |          |         |      |        | Tạm hoãn do Chiến tranh thế giới thứ nhất      |
| 1919-1920 | Đội dự bị Manchester United | 42      | 21    | 5   | 16   | 86        | 79       | +7      | 47   | 7/22   | Thứ 7                                          |
| 1920-1921 | Đội dự bị Manchester United | 42      | 26    | 5   | 11   | 102       | 57       | +45     | 57   | 1/22   | Vô địch (Central League 1921)                  |
| 1921-1922 | Đội dự bị Manchester United | 42      | 14    | 15  | 13   | 60        | 59       | +1      | 43   | 9/22   | Thứ 9                                          |
| 1922-1923 | Đội dự bị Manchester United | 42      | 14    | 15  | 13   | 55        | 54       | +1      | 43   | 8/22   | Thứ 8                                          |
| 1923-1924 | Đội dự bị Manchester United | 42      | 20    | 11  | 11   | 75        | 42       | +33     | 51   | 4/22   | Thứ 4                                          |
| 1924-1925 | Đội dự bị Manchester United | 42      | 24    | 6   | 12   | 89        | 46       | +43     | 54   | 5/22   | Thứ 5                                          |
| 1925-1926 | Đội dự bị Manchester United | 42      | 21    | 8   | 13   | 73        | 59       | +14     | 50   | 4/22   | Thứ 4                                          |
| 1926-1927 | Đội dự bị Manchester United | 42      | 25    | 8   | 9    | 88        | 50       | +38     | 58   | 2/22   | Thứ 2                                          |
| 1927-1928 | Đội dự bị Manchester United | 42      | 22    | 7   | 13   | 100       | 69       | +31     | 51   | 2/22   | Thứ 2                                          |
| 1928-1929 | Đội dự bị Manchester United | 42      | 18    | 13  | 11   | 101       | 82       | +19     | 49   | 5/22   | Thứ 5                                          |
| 1929-1930 | Đội dự bị Manchester United | 42      | 14    | 7   | 21   | 80        | 101      | -21     | 35   | 19/22  | Thứ 19                                         |
| 1930-1931 | Đội dự bị Manchester United | 42      | 4     | 9   | 29   | 43        | 119      | -76     | 17   | 22/22  | Thứ 22                                         |
| 1931-1932 | Đội dự bị Manchester United | 42      | 16    | 7   | 19   | 72        | 82       | -10     | 39   | 12/22  | Thứ 12                                         |
| 1932-1933 | Đội dự bị Manchester United | 42      | 18    | 7   | 17   | 79        | 89       | -10     | 43   | 12/22  | Thứ 12                                         |
| 1933-1934 | Đội dự bị Manchester United | 42      | 11    | 5   | 26   | 63        | 99       | -36     | 27   | 21/22  | Thứ 21                                         |
| 1934-1935 | Đội dự bị Manchester United | 42      | 14    | 13  | 11   | 67        | 75       | -8      | 37   | 16/22  | Thứ 16                                         |
| 1935-1936 | Đội dự bị Manchester United | 42      | 21    | 8   | 13   | 99        | 64       | +35     | 50   | 5/22   | Thứ 5                                          |
| 1936-1937 | Đội dự bị Manchester United | 42      | 22    | 3   | 17   | 106       | 86       | +20     | 47   | 7/22   | Thứ 7                                          |
| 1937-1938 | Đội dự bị Manchester United | 42      | 16    | 10  | 16   | 62        | 57       | +5      | 47   | 8/22   | Thứ 8                                          |
| 1938-1939 | Đội dự bị Manchester United | 42      | 24    | 6   | 12   | 93        | 60       | +33     | 54   | 1/22   | Vô địch (Central League 1939)                  |
| 1939-1945 | Đội dự bị Manchester United |         |       |     |      |           |          |         |      |        | Tạm hoãn vì Chiến tranh thế giới thứ hai       |
| 1945-1946 | Đội dự bị Manchester United | 40      | 18    | 5   | 17   | 84        | 86       | -2      | 41   | 8/21   | Thứ 8                                          |
| 1946-1947 | Đội dự bị Manchester United | 42      | 28    | 6   | 8    | 114       | 58       | +56     | 62   | 1/22   | Vô địch (Central League 1947)                  |
| 1947-1948 | Đội dự bị Manchester United | 42      | 24    | 10  | 8    | 86        | 52       | +34     | 58   | 2/22   | Thứ 2                                          |
| 1948-1949 | Đội dự bị Manchester United | 42      | 21    | 10  | 11   | 82        | 46       | +36     | 52   | 4/22   | Thứ 4                                          |
| 1949-1950 | Đội dự bị Manchester United | 42      | 13    | 10  | 19   | 52        | 61       | -9      | 36   | 18/22  | Thứ 18                                         |
| 1950-1951 | Đội dự bị Manchester United | 42      | 16    | 11  | 15   | 61        | 56       | -5      | 43   | 11/22  | Thứ 11                                         |
| 1951-1952 | Đội dự bị Manchester United | 42      | 15    | 8   | 19   | 61        | 49       | -2      | 38   | 16/22  | Thứ 16                                         |
| 1952-1953 | Đội dự bị Manchester United | 42      | 16    | 9   | 17   | 64        | 61       | +3      | 41   | 10/22  | Thứ 10                                         |
| 1953-1954 | Đội dự bị Manchester United | 42      | 19    | 8   | 15   | 79        | 44       | +35     | 46   | 7/22   | Thứ 7                                          |
| 1954-1955 | Đội dự bị Manchester United | 42      | 25    | 5   | 12   | 96        | 52       | +44     | 55   | 2/22   | Thứ 2                                          |
| 1955-1956 | Đội dự bị Manchester United | 42      | 30    | 8   | 4    | 117       | 33       | +84     | 68   | 1/22   | Vô địch (Central League 1956)                  |
| 1959-1960 | Đội dự bị Manchester United |         |       |     |      |           |          |         |      |        | Vô địch (Central League 1960)                  |
| 1977-1978 | Đội dự bị Manchester United |         |       |     |      |           |          |         |      |        | Vô địch (Central League 1978)                  |
| 1993-1994 | Đội dự bị Manchester United |         |       |     |      |           |          |         |      |        | Vô địch (Central League 1994 Division 1)       |
| 1995-1996 | Đội dự bị Manchester United |         |       |     |      |           |          |         |      |        | Vô địch (Central League 1996 Division 1)       |
| 1996-1997 | Đội dự bị Manchester United |         |       |     |      |           |          |         |      |        | Vô địch (Central League 1997 Premier Division) |
| 2004-2005 | Đội dự bị Manchester United |         |       |     |      |           |          |         |      |        | Vô địch (Central League 2005 Division 1 West)  |

### Giải Premier Reserve League
Giải đấu này ra đời năm 1999 để thay thế cho Giải Central League ở phía Bắc và Giải Football Combination ở phía Nam. Giải đấu bị hủy bỏ vào năm 2012 để thay thế Giải Professional Development League với lứa cầu thủ U21 thay cho đội dự bị.
Bảng xếp hạng chung cuộc các giải đấu giai đoạn 1911-1999
| Mùa bóng  | Đội bóng                    | Số trận | Thắng | Hòa | Thua | Bàn thắng | Bàn thua | Hiệu số | Điểm | Vị trí | Thành tích                                  |
| --------- | --------------------------- | ------- | ----- | --- | ---- | --------- | -------- | ------- | ---- | ------ | ------------------------------------------- |
| 1999-2000 | Đội dự bị Manchester United | 24      | 11    | 3   | 10   | 46        | 32       | +14     | 36   | 6/13   | Thứ 6                                       |
| 2000-2001 | Đội dự bị Manchester United | 22      | 11    | 2   | 9    | 39        | 36       | +3      | 35   | 5/12   | Thứ 5                                       |
| 2001-2002 | Đội dự bị Manchester United | 24      | 12    | 7   | 5    | 47        | 28       | +19     | 43   | 1/13   | Vô địch (Premier Reserve League North 2002) |
| 2002-2003 | Đội dự bị Manchester United | 28      | 12    | 5   | 11   | 45        | 37       | +8      | 41   | 8/15   | Thứ 8                                       |
| 2003-2004 | Đội dự bị Manchester United | 26      | 13    | 8   | 5    | 55        | 39       | +16     | 47   | 3/14   | Thứ 3                                       |
| 2004-2005 | Đội dự bị Manchester United | 28      | 19    | 6   | 3    | 68        | 23       | +45     | 63   | 1/15   | Vô địch (Premier Reserve League North 2005) |
| 2005-2006 | Đội dự bị Manchester United | 28      | 19    | 2   | 7    | 68        | 32       | +34     | 59   | 1/15   | Vô địch (Premier Reserve League North 2007) |
| 2006-2007 | Đội dự bị Manchester United | 18      | 9     | 4   | 5    | 24        | 17       | +7      | 21   | 2/10   | Thứ 2                                       |
| 2007-2008 | Đội dự bị Manchester United | 18      | 8     | 5   | 5    | 25        | 19       | +6      | 29   | 3/10   | Thứ 3                                       |
| 2008-2009 | Đội dự bị Manchester United | 20      | 10    | 6   | 4    | 35        | 19       | +16     | 36   | 2/11   | Thứ 2                                       |
| 2009-2010 | Đội dự bị Manchester United | 18      | 13    | 2   | 3    | 35        | 10       | +25     | 41   | 1/10   | Vô địch (Premier Reserve League North 2010) |
| 2010-2011 | Đội dự bị Manchester United | 19      | 9     | 8   | 2    | 38        | 24       | +14     | 35   | 1/5    | Vô địch (Premier Reserve League North 2011) |
| 2011-2012 | Đội dự bị Manchester United | 22      | 15    | 4   | 3    | 58        | 23       | +35     | 49   | 1/8    | Vô địch (Premier Reserve League North 2012) |

## Học viện Manchester United

### Giải Lancashire League
Đội học viện Manchester United tham dự giải đấu này từ năm 1939 và mang lại một số thành công ở một số mùa giải. Mùa bóng Lancashire League 1997/1998 là mùa giải cuối cùng Đội trẻ United tham dự tại giải đấu này và Đội học viện Manchester United đã kết thúc mùa giải với chức vô địch lần cuối cùng.

Bảng xếp hạng chung cuộc các giải đấu giai đoạn 1939-1998
| Mùa bóng  | Thành tích vô địch                                                                                   |
| --------- | --- |
| 1954-1955 | Lancashire League Division One và Lancashire League Division One Supplementary Cup                   |
| 1955–1956 | Lancashire League Division One Supplementary Cup và Lancashire League Division Two Supplementary Cup |
| 1956–1957 | Lancashire League Division Two Supplementary Cup                                                     |
| 1959–1960 | Lancashire League Division Two Supplementary Cup và Lancashire League Division One Supplementary Cup |
| 1961–1962 | Lancashire League Division Two Supplementary Cup                                                     |
| 1963–1964 | Lancashire League Division Two Supplementary Cup và Lancashire League Division One Supplementary Cup |
| 1964–1965 | Lancashire League Division Two Supplementary Cup và Lancashire League Division Two                   |
| 1965–1966 | Lancashire League Division Two Supplementary Cup và Lancashire League Division One Supplementary Cup |
| 1969–1970 | Lancashire League Division Two Supplementary Cup và Lancashire League Division Two                   |
| 1971–1972 | Lancashire League Division Two Supplementary Cup và Lancashire League Division Two                   |
| 1976–1977 | Lancashire League Division Two Supplementary Cup                                                     |
| 1984–1985 | Lancashire League Division One                                                                       |
| 1986–1987 | Lancashire League Division One                                                                       |
| 1987–1988 | Lancashire League Division One                                                                       |
| 1988–1989 | Lancashire League Division Two                                                                       |
| 1989–1990 | Lancashire League Division One                                                                       |
| 1990–1991 | Lancashire League Division One                                                                       |
| 1992–1993 | Lancashire League Division One                                                                       |
| 1994–1995 | Lancashire League Division One                                                                       |
| 1995–1996 | Lancashire League Division One                                                                       |
| 1996–1997 | Lancashire League Division One và Lancashire League Division Two                                     |
| 1997–1998 | Lancashire League Division One                                                                       |

### Giải Premier Academy League
Đội học viện Manchester United tham dự Giải Premier Academy League thay cho Giải Lancashire League từ năm 1998. Ngày mùa giải đầu tiên 1998-1999, đội trẻ United giành được chức vô địch Vòng bảng.

Bảng xếp hạng chung cuộc các giải đấu giai đoạn 1998-2012
| Mùa bóng  | Thành tích vô địch                 |
| --------- | ---------------------------------- |
| 1998-1999 | Premier Academy League U18 Group C |
| 2000–2001 | Premier Academy League U18 Group C |
| 2009–2010 | Premier Academy League U18 Group C |